# Напад НОВЈ на Удбину августа 1942.
Јединице Друге личке НОУ бригаде, уз садејство 1. батаљона 3. одреда и 2. батаљона 1. личког НОП одреда "Велебит" Групе НОП одреда за Лику, напале су 21. августа увече Удбину. Али, ни после новог напада следеће ноћи, нису успеле да заузму место. Напад је одбијен уз знатне губитке.

## Припрема напада
Удбина се налази на голом брегу који знатно надвисује околину, па је отуда природно веома погодна за одбрану. Усташе су је додатно добро утврдиле: била је опасана и рововима и бункерима испред којих је била бодљикава жица, а иза линије ровова биле су утврђене куће. 
У прилог нападачу ишла је у то време изразита изолованост гарнизона. Након успешног развоја борбе против Италијана, усташа и четника лички партизани ослободили су цело Крбавско поље изузев Удбине. Удбина је остала усамљен усташки положај на широкој партизанској слободној територији.
Стога је 21. августа 1942. покренут напад на Удбину.
Посаду је чинило 500 — 600 добро наоружаних усташа, жандара и домобрана, међу којима је било и више познатих злочинаца.
У припреми напада, поред штаба Друге личке бригаде учествовали су и штаб Прве оперативне зоне Хрватске и штаб Групе НОПО Лике. За напад су одређена три батаљона Друге бригаде ("Стојан Матић", "Огњен Прица" и "Мићо Радаковић"), батаљон "Бићо Кесић" из Трећег и Други батаљон Првог ЛПО, затим батерија топова (3 брдска топа и 1 хаубица) и вод тенкова (два тенка). Нападачке снаге и бројчано и наоружањем знатно јаче од браниочевих које, уз то нису могле очекивати помоћ са стране. Због тога се сматрало да ни најборбенији брениоци неће дуго издржати.

## Ток напада
У нападу изведеном ноћу између 21. и 22. августа учествовала су 4 батаљона, а батаљон Првог одреда је остао у резерви.
Јуриш партизанских батаљона био је у почетку успешан - на више места успели су да направе отворе у жици, упадну у ровове и савладају непријатеља. Најпродорнији били су „матићевци“. Они су успели да после ровова, настављајући јуриш, заузму и једну од најважнијих тачака отпора непријатеља — Градину, затим цркву и попов стан. Губитак тих објеката је командант удбинског гарнизона схватио као скори неминован крај целе одбране. У страху од заробљавања, он се сам убио.
Међутим, тада је дошло до опуштања у редовима нападача, међу којима се такође раширило уверење да је победа близу. Усташе су застој у нападу од неких пола сата искористиле да се реорганизују. Изненадним одлучним противнападом успели су да „матићевце“ избаце са положаја Градина. Успех код Градине подигао је морал бранилаца и на осталим правцима, па су и они прелазили у противнападе, поново успоставили линију одбране и готово осигуран успех нападача претворили у његов пораз.
У том тренутку битка је била изгубљена - нападач је задржан и заморен, одбрана је учвршћена, а ближио се и крај заштити коју је пружао мрак. Међутим, фрустриран измицањем готово сигурне победе, нападач је направио низ нових грешака. Уместо да се под заштитом мрака на време повуче на безбедне положаје на којима не би биле изложене убитачној дневној ватри непријатеља и његове авијације, неке су нападачке јединице дан дочекале на најнеповољнијим положајима, где су претрпеле веће губитке него у ноћном нападу.
На крају, партизани који су дан провели без добрих заклона, тучени са земље и из ваздуха, с падом мрака кренули су у још један напад. Под много неповољнијим условима, знатно ослабљени у односу на претходну ноћ, у овом нападу остварили су знатно мање успеха - само су претрпели додатне непотребне жртве.
Пред зору су штабови били принуђени да признају пораз и повуку јединице.
Крајем октобра 1942. усташе су се кришом евакуисале из Удбине, која је постала један од центара слободне територије у Лици.